# Konstantin Päts
Konstantin Päts (Tahkuranna, Pärnu, 23 de febrer de 1874 - Tver, 18 de gener de 1956) va ser un polític i el primer President d'Estònia.

## Educació
El 1898, Päts va acabar els seus estudis a l'institut de la ciutat de Pärnu, abans d'estudiar a la facultat de dret de la universitat de Tartu entre els anys 1894 i 1898. Després rebria els doctorats honoraris per la universitat de Tartu, de la universitat tècnica de Tallinn i de la universitat d'Andhra, a més de ser nomenat membre honorari de l'Acadèmia Estònia de Ciències. De 1898 a 1899, Päts va realitzar el servei militar a l'exèrcit rus a la ciutat de Pskov.

## Carrera
Notari de formació, va treballar com a redactor del "Teataja" (El anunciador) periòdic de Tallinn. I comença la seva carrera política com a regidor de l'ajuntament de Tallinn el 1904, un any després va participar en la revolució de 1905, fracassada aquesta, va ser condemnat a mort per un tribunal militar, pel que va haver d'exiliar, primer a Suïssa i després a Finlàndia des d'on tornarà l'any 1909, sent condemnat a nova mesos de presó a Sant Petersburg. En sortir es dedica plenament al seu treball com a periodista, però amb l'esclat de la Primera Guerra Mundial Päts ha d'incorporar novament a l'exèrcit.
El 24 de febrer de 1918, en el marc del Govern Provisional d'Estònia, Päts va ser nomenat president del consell de ministres i ministre de l'Interior en la acabada de proclamar república independent d'Estònia. Després de l'ocupació alemanya va ser fet presoner i empresonat en un camp de concentració polonès des de novembre a juliol de 1918. A la seva tornada, Päts anirà assumint els càrrecs de primer ministre i de ministre de guerra, en el govern provisional, fins al 8 de maig de 1919.
Päts va ser diverses vegades cap del govern d'Estònia: 
- 25 gener 1921 - 21 de novembre del 1922 (primera persona a ocupar aquest càrrec)
- 2 agost 1923 - 26 març 1924
- 12 febrer 1931 - 19 febrer 1932
- 1 novembre 1932 - 18 maig 1933
- 21 octubre 1933 - 3 de setembre de 1937.

Convençut del poc temps que tenia per assegurar l'estabilitat de l'estat, des de 1918 va començar a dissenyar una estructura d'autogovern amb diferents grups professionals i minories ètniques, per aconseguir un Estat ben equilibrat basat en la representació proporcional i la cooperació entre aquests grups.
Päts aconsegueix el poder absolut del règim a partir de gener de 1934 declarant l'estat d'emergència i implantant un règim autoritari. Aquest va ser el començament d'una veritable dictadura que s'instaurà progressivament a Estònia. A partir de 1937, s'autoproclama Riigihoidja és a dir, "protector de l'Estat". Com a culminació d'aquest procés Päts es va designar president de la república, càrrec creat per la nova constitució del 24 d'abril de 1938. Aquesta estava basada en les constitucions poloneses i belgues contemporànies. També admirava al parlament bicameral britànic. Aquest període serà recordat nostàlgicament durant els cinquanta anys següents d'ocupació soviètica, com l'època de la independència, l'èxit econòmic i de la prosperitat.
La política exterior de Konstantin Päts va ser menys encertada. Al començament de la Segona Guerra Mundial Estònia va declarar la seva neutralitat, però es va veure obligat a pactar amb els soviètics l'establiment de bases militars a Estònia, al que va seguir l'any següent l'ocupació i l'annexió completa a la Unió Soviètica. El 30 de juliol de 1940, és detingut pel NKVD i deportat a l'URSS. Internat de 1954 a 1956 en un hospital psiquiàtric de Kalinin (actual Tver), fins a la seva mort el 18 de gener de 1956. Finalment se li va donar una nova sepultura el 21 d'octubre de 1990 a Tallinn. Els seus successors a l'exili (Jüri Uluots i August Rei) el consideraven el cap d'estat legal i ells mateixos com els seus substituts fins a la seva mort.